# Ectasia
Una ectasia es una dilatación o distensión de una estructura tubular. Usualmente ocurre como parte de un proceso patofisiológico.

## Enfermedades específicas
- Ectasia ductal de mama, es una dilatación de alguno de los ductos de mama. El Síndrome de ectasia ductal es un sinónimo para pacientes no puérperas (no se encuentra relacionado al embarazo ni al amamantamiento)[2] mastitis
- Bronquiectasia
- Ectasia dural, dilatación del saco dural que rodea la médula espinal, usualmente ocurre en la parte baja de la espalda.
- Pielectasis, dilatación de una parte del riñón, se observa frecuentemente mediante ultrasonografía prenatal. Habitualmente se resuelve por sí sola.
- Ectasia tubular de rete, dilatación de las estructuras tubulares del testículo. Se encuentra con frecuencia en hombres adultos añosos.
- Ectasia corneal (secundaria a queratocono), es un abultamiento de la córnea.

Ectasias vasculares
- Ectasia arteriolar acral
- Ectasia anuloaórtica, es una dilatación de la aorta. Puede encontrarse asociada con el síndrome de Marfan.[3]
- Dolicoectasias, debilitamiento de las arterias, frecuentemente causadas por presión arterial alta.
- Dolicoectasia intracraneal, dilatación de las arterias dentro del cráneo.
- Ectasia vascular gástrica, dilatación de los pequeños vasos sanguíneos en la última parte del estómago.
- Telangiectasias son pequeños vasos sanguíneos dilatados que pueden encontrase en cualquier parte del cuerpo, pero comúnmente se observan en la cara alrededor de la nariz, mejillas y mentón.